# Für zwei Groschen Musik
Für zwei Groschen Musik war der deutsche Beitrag zum Eurovision Song Contest 1958, der von Margot Hielscher in deutscher Sprache aufgeführt wurde. Dirigiert wurde das Orchester an diesem Abend von Dolf van der Linden. Komponiert wurde das Lied von ihrem späteren Ehemann Friedrich Meyer, den Text schufen Fred Rausch und Walter Brandin.

## Hintergrund
Für Hielscher war es nach 1957 mit dem Lied Telefon, Telefon der zweite Auftritt beim Eurovision Song Contest. Der in Deutsch vorgetragene Song wurde als achtes Lied vorgetragen, erhielt fünf Punkte und platzierte sich auf Rang sieben. Insgesamt nahmen zehn Länder teil.

## Inhalt
Musikalisch orientiert sich das Stück an den damaligen Melodien des Wettbewerbs. Inhaltlich ist es ein Loblied auf die Musik. Hielscher besingt die Freude an der Musik, die man an einer Jukebox für zwei Groschen haben kann.